# Aasivissuit–Nipisat
Aasivissuit–Nipisat – tereny łowieckie Innuitów za północnym kołem podbiegunowym w środkowej części zachodniej Grenlandii, krajobraz kulturowy wpisany w 2018 roku na listę światowego dziedzictwa UNESCO.

## Położenie
Teren o powierzchni 417 800 ha znajduje się w całości za północnym kołem podbiegunowym na terenie gminy Qeqqata. Pas – ok. 235 km długości i 20 km szerokości – rozciąga się od morza na zachodzie to lądolódu na wschodzie, od Nipisat do Aasivissuit w pobliżu czapy lodowej. Granice obszaru wpisanego na listę światowego dziedzictwa UNESCO pokrywają się z naturalnymi granicami – biegną środkiem fiordów, jezior i dróg wodnych.

## Opis
Aasivissuit–Nipisat obejmuje tereny łowieckie Innuitów, na których znajdują się świadectwa bytności człowieka przez 4200 lat. Na obszarze znajdują się pozostałości osad z domami z torfu, groby, dawne szlaki, duże schroniska zimowe, świadectwa polowań na karibu, m.in. dawne obozy myśliwskie oraz stanowiska archeologiczne kultur innuickich, m.in. kultury Thule (1250–1700).  
Na wyspie Nipisat znajduje się jedna z najlepiej zbadanych osad innuickich sprzed 4000 lat a także pozostałości bytności kolonialnej (1700–1900). W Aasivissuit położony jest letni obóz myśliwski do polowań na karibu. 
Tereny łowieckie Aasivissuit–Nipisat używane są do dziś.